# Landser
Landser je njemački neonacistički rock sastav. Ime im dolazi od stare njemačke riječi za pješaka (u vojsci).

## Povijest
Sastav je u Njemačkoj službeno zabranjen. Osnovan je 1992. i zvao se Endlösung (Konačno rješenje). Osnovan je od strane članova neonacističke skupine imena “Die Vandalen-Ariogermanische Kampfgemeinschaft” (Vandalski arijevski-njemački klub boraca) koja je osnovana 1982. godine.
Njihove sposobnosti za stvaranje i produciranje glazbe se za raziku od drugih sastava ove vrste mogu smatrati vrlo kvalitetnima. Imali su samo jedan nastup za otvorenu publiku, a za vrijeme njega su nosili maske. Imali su i zatvorenih koncerata u nekim berlinskim pivnicama. Općenito su htjeli izbjeći policiju i probleme s vlašću.
U Njemačkom je sastav proglašen zločinačkom organizacijom. 

## Zatvorska kazna
Tri člana Landsera su optužena za “stvaranje zločinačke organizacije”, prosinca 2003. Na temelju zakona prema kojem su materijali koji negiraju poginule za vrijeme Drugog svjetskog rata ili šire rasnu mržnju zločin u Njemačkoj. Dva člana su dobila zatvorsku kaznu od dvije godine, dok je vođa sastava Michael “Lunikoff” Regener osuđen na najmanje tri godine zatvora, što Landser čini prvim sastavom koji je proglašen ilegalnim i čiji su članovi zatvoreni. 10. ožujka 2005. mjemački vrhovni sud je odbio Lunikoffovu žalbu za smanjenje kazne.
21. listopada 2006. stotinu neonacista je prosvjedovalo ispred zatvora u kojem je Lunikoff i zahtijevalo njegovo puštanje na slobodu.

## Die Lunikoff Verschwörung
Dok se razmatrala njegova žalba Lunikoff je nastavio producirati albume. Nakon prisilnog raspada Landsera Lunikoff je sa starim članovima osnovao novi sastav Die Lunikoff Verschwörung (Lunikoff urota), 2004. Izdali su nekoliko albuma do sad.

## Produkcija
Landser je snimao materijal u Njemačkoj ali je cd-e proizvodio u SAD-u, Kanadi i istočnoj Europi.
Njihov materijal je distribuiran u tajnosti (uglavnom preko interneta, a u SAD-u i Engleskoj preko nekih diskagrafskih kuća, gdje je takva glazba bila legalna ).

## Tekstovi
Tekstovi su im uglavnom protiv drugih rasa i komunista. Te u pjesmama nagovaraju na ubijanje, uhićivanje i napadanje crnaca, Poljaka, Turaka, komunista, pedofila, homoseksualaca i Židova.
1999. sedam neonacista je skoro na smrt pregazilo dvoje Vijetnamaca te su nakon toga uzvikivali “Fidschi, Fidschi, gute Reise”, kako glasi refren jedne Landserove pjesme. 

## Diskografija
- Landser: Lunikoff Demo '92, ~1992., MC/kasnije CD.
- Landser: Das Reich kommt wieder (Rajh će se vratiti), 1992., MC/kasnije CD - ilegalan u Njemačkoj.
- Landser: Republik der Strolche, 1995., MC/CD - ilegalan u Njemačkoj.
- Landser: Berlin bleibt deutsch ( Berlin ostaje njemački), 1996., CD - ilegalan u Njemačkoj.
- Landser: Deutsche Wut (Njemački bijes), 1998., CD (CD se zove “Rock gegen oben”) - ilegalan u Njemačkoj.
- Landser: Best of... (Najbolje od...), 2001., CD. zabranjen od Oktobra 2005.
- Landser, Stahlgewitter, Hauptkampflinie (HKL): Amalek - ilegalan u Njemačkoj.
- Landser: Ran an den Feind, 2001., CD - ilegalan u Njemačkoj.
- Landser: Sampler, 2001., CD - ilegalan u Njemačkoj.
- Landser: Endlösung - Final Solution: The Early Years, 2002., CD - ilegalan u Njemačkoj.
- Tanzorchester Immervoll, 2002., CD.
- Rock gegen ZOG - hepp, hepp..., 2003., CD.
- Tribute to Landser, 2003., CD.

## Vanjske poveznice
- Die Lunikoff Verschwörung Službene stranice